# Training

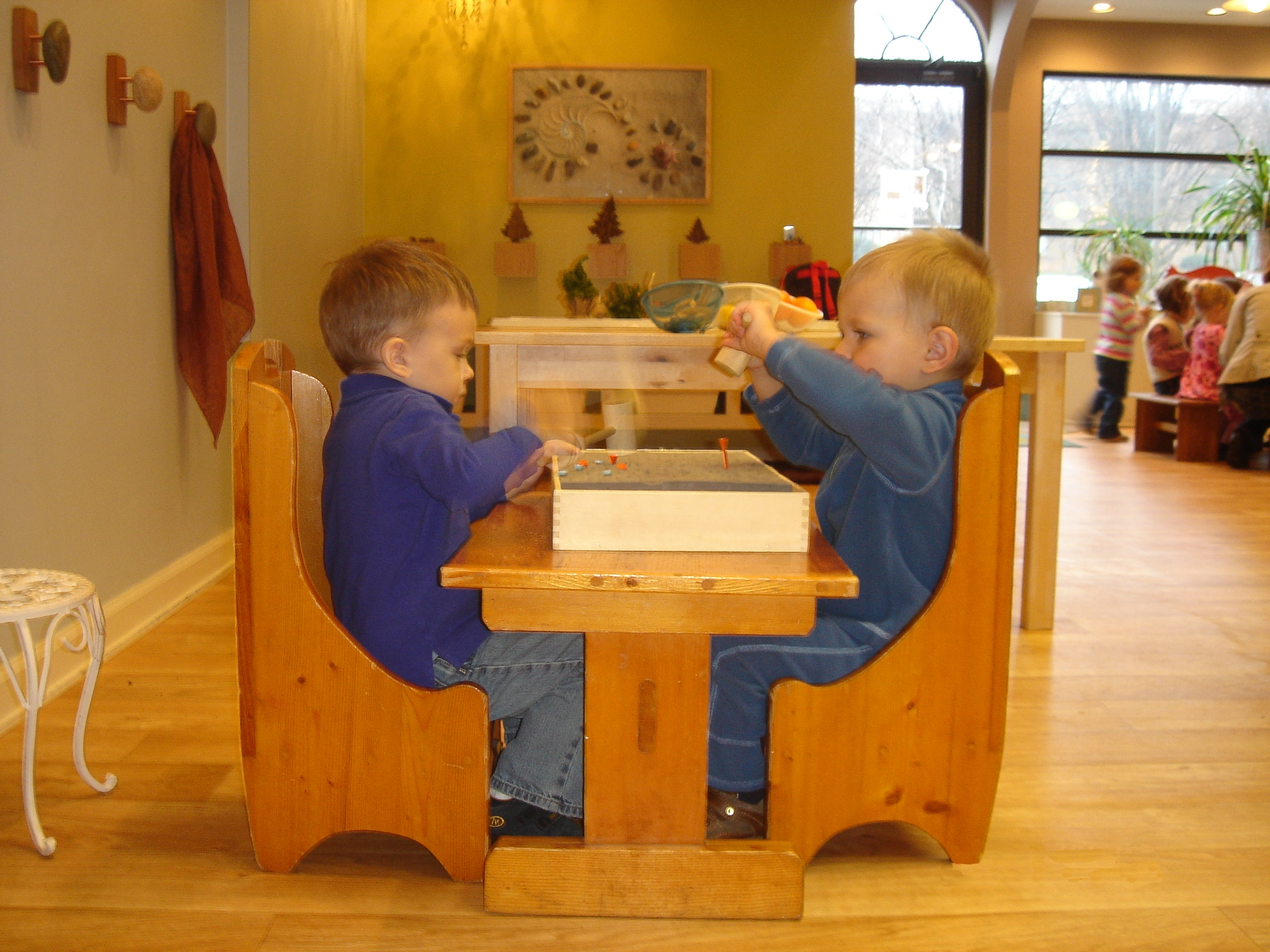
copii de 3 ani ocupați în a se antrena construind din jucării

Conceptul de training se referă la dezvoltarea abilităților și cunoștințelor individului necesare îndeplinirii mai eficace a unor sarcini sau a procesului de evoluție personală.
Exemple de formare și training sunt:
- Școlile de vară: cuprind cursuri suplimentare și activități ce au ca scop specializarea elevilor sau studenților.
- E-learning: utilizarea de media electronică și tehnologii informaționale și de comunicație în educație.
- Cursuri și activități de training
- Training educațional:conferințe, simpozioane, congrese și manifestări științifice.

Trainerul este acea persoană care ghidează participanții, le oferă ocazia să se implice activ.